# Gaeides dione
Gaeides dione är en fjärilsart som beskrevs av Samuel Hubbard Scudder 1868. Gaeides dione ingår i släktet Gaeides och familjen juvelvingar. Inga underarter finns listade i Catalogue of Life.